# Chapelle Sainte-Vérène de Zoug
Pour les articles homonymes, voir chapelle Sainte-Vérène.
La chapelle Sainte-Vérène est un lieu de culte catholique classé bien culturel et situé au-dessus de Zoug en Suisse, à la Blasenbergstrasse, à l’entrée d’un chemin forestier pentu menant à Aegeri. C'est un édifice en maçonnerie, de style baroque, construit en 1705-1710. Le site comprend aussi un ermitage.

## Étymologie
La chapelle est dédiée à sainte Vérène de Zurzach, martyre de la fin du IIIe siècle ou début du IVe siècle, dont l’histoire est liée à la Légion thébaine.

## Histoire
Un oratoire dédié à sainte Vérène, attesté sur le chemin d’Aegeri à la fin du XVIe siècle, est agrandi et pourvu d’un autel au début du XVIIe siècle. Plus haut, en lisière de forêt, au lieu-dit im Kaminstall se trouvait une autre petite chapelle. C’est là, sur le site de l’ermitage actuel, qu’a été érigée, avec les matériaux des deux lieux de culte précédents, une chapelle consacrée en 1684. Dix ans, plus tard, le maisonneur de la ville de Zoug, Johann Jordan Schnell, se voit chargé de sa maintenance.
Au début du XVIIIe siècle av. J.-C., une chapelle plus grande est élevée à proximité immédiate, au nord-ouest de la précédente. Son plan cruciforme, exceptionnel dans cette région et à cette époque, a sans doute été conçu par le célèbre architecte et moine au couvent d’Einsiedeln, Caspar Moosbrugger (de), qui se rend à diverses reprises à Zoug en 1705 et 1707.
Les fondations sont creusées en 1704, la première pierre posée en 1705. La maçonnerie est réalisée par Joseph Brüell, un maître du Vorarlberg, les tailleurs de pierre sont Michael et Peter Utinger, de Zoug. Paul Sidler érige la coupole. Les trois autels sont réalisés par Johann Georg Haggenmüller, de l’Allgäu, la menuiserie est de Blasius Moos, les statues de Joseph Leonz Brandenberg. Le retable est peint par Johann Marin Muos. Consécration de la chapelle en 1710.
À la suite d’un coup de foudre en 1731, la toiture et la coupole sont détruites par un incendie. Les autels sont endommagés, mais les retables sauvés. La nouvelle charpente et coupole sont de Jakob Suter, et les stucs de Franz Wilhelm, les deux artisans venant de Bregenzerwald. Le second répare également les autels. En 1821, Johann Caspar Moos réalise, pour le maître-autel, une copie de l’ancien retable.

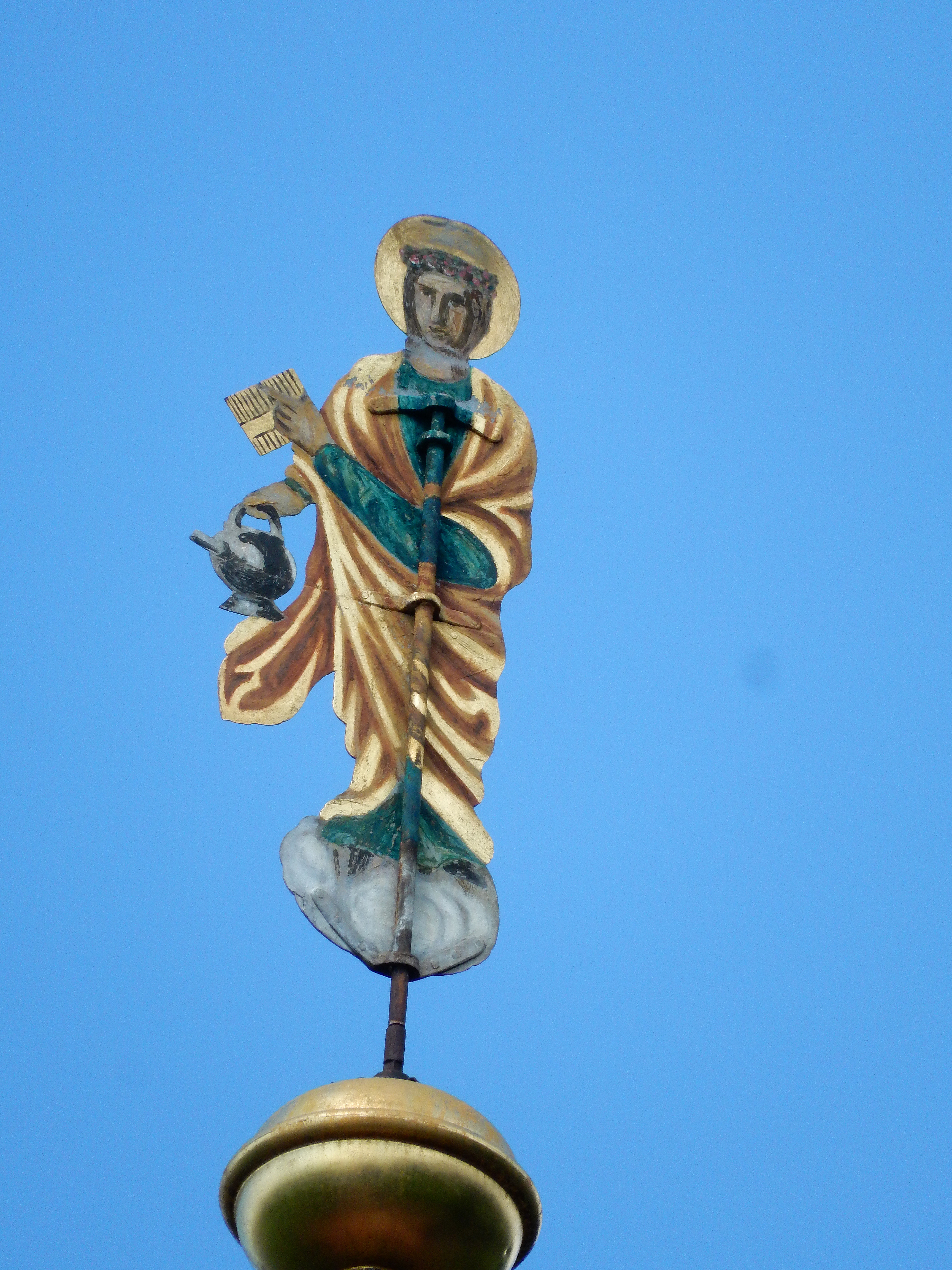
Pointe de la coupole, silhouette de sainte Vérène avec sa cruche.

## Architecture

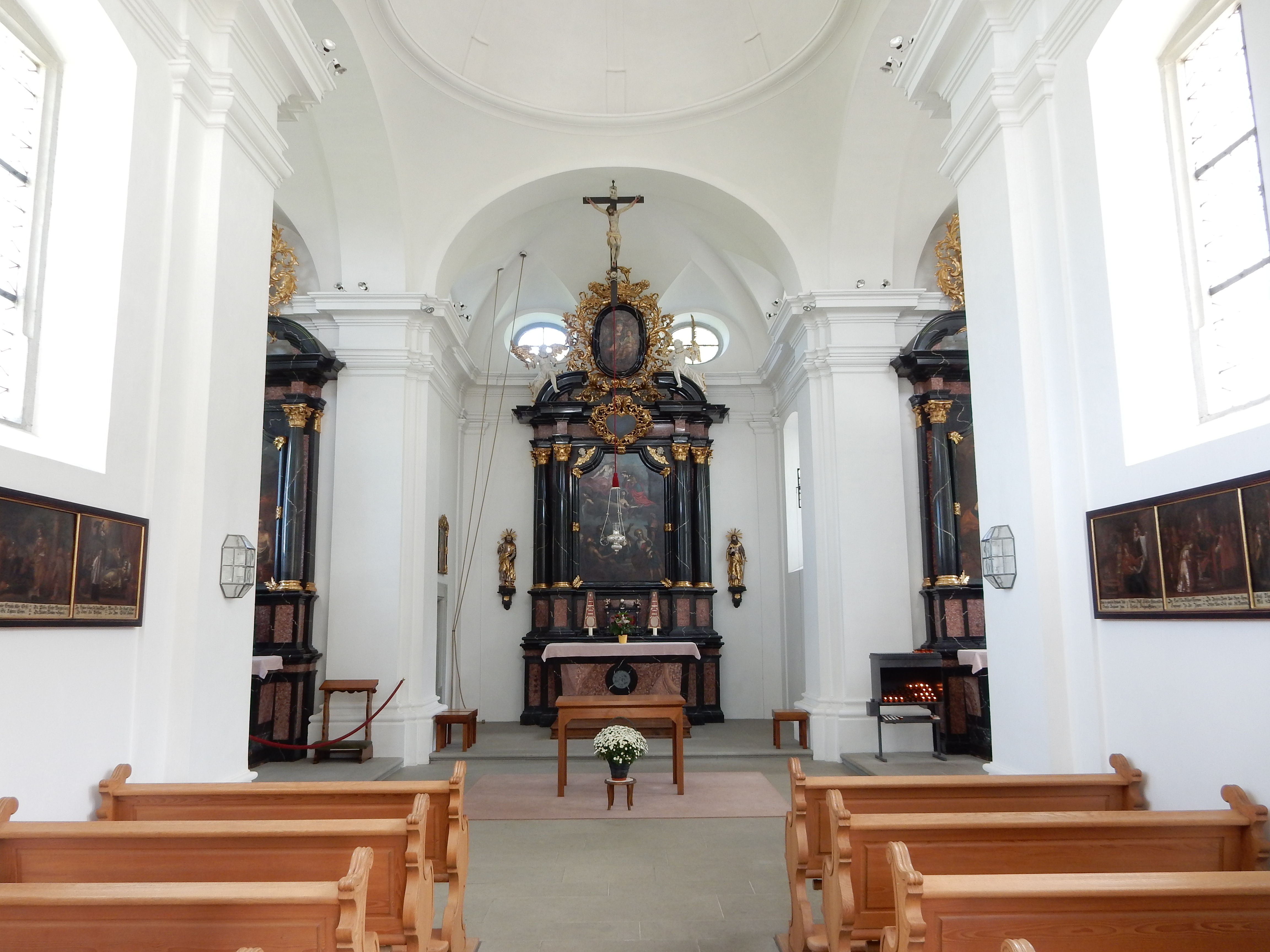
Vue en direction du chœur.

La chapelle est orientée. Son plan dessine une croix latine, le côté de l’entrée étant deux fois plus long que les autres bras de la croix. Cette proportion de 1:2 se retrouve appliquée ailleurs dans le bâtiment, tout comme le nombre d’or. Une lanterne octogonale culmine sur la croisée. Une sacristie rectangulaire est établie à l’épaulement du chœur et du bras gauche. Mis à part le bras prolongé de l’entrée, la disposition générale correspond à celle de la basilique Santa Maria delle Carceri à Prato.
L’édifice est régulièrement ajouré de fenêtres en arc surbaissé surmontées d’œils-de-bœuf dans la partie haute, et coiffé d’un toit en double bâtière, sans avant-toit sur les pignons. La coupole est entièrement prise dans la toiture, seule la lanterne fait saillie. Cette dernière, de forme octogonale, est ajourée de fenêtres en plein cintre et surmontée d’une toiture en coupole, elle aussi à huit pans, sur la pointe de laquelle figure, en tôle découpée et peinte, la silhouette de sainte Vérène. Sur le chœur, domine un clocheton hexagonal, coiffé d’un bulbe pointu sommé d’une croix.
L’entrée est marquée par un porche supporté par des arcs en plein cintre retombant sur quatre colonnes toscanes, et couvert d’un toit à trois pans. Les colonnes sont inégalement espacées, en fonction de la porte d’entrée et des petites baies ajourant la façade ouest. Le portail, daté 1705, tout comme les fenêtres qui le flanquent, comportent des encadrements rectangulaires à crossettes, surmontés de frontons brisés.
À l’intérieur, les voûtes en berceau prennent des formes compliquées en raison de la proximité des œils-de-bœuf, tandis que la coupole octogonale repose sur un anneau. Cet espace de plan massé, aux proportions harmonieuses, aux articulations claires et aux parties habilement coordonnées, se situe, qualitativement, nettement au-dessus de la production architecturale contemporaine. On sait que l’architecte Caspar Moosbrugger (1656-1723), lui-même moine au couvent d'Einsiedeln, a entrepris quatre voyages à Zoug en 1705 et 1707. En outre, le fait qu’avec son frère Johannes Moosbrugger il ait construit le chœur cruciforme de la chartreuse d'Ittingen dont le plan rappelle fortement celui de la chapelle Sainte-Vérène, permet de supposer que frère Caspar est bien l’auteur de ce noble édifice.
Stucs. La décoration originelle semble avoir été simplement restaurée ou complétée en 1731 par le stucateur Franz Wilhelm (ou Willam). Ces stucs se limitent à une structuration architecturale de l’espace. Des pilastres toscans portent un entablement nu, sans ornementation, avec simple architrave, frise, et corniche peu saillante, sur lesquels retombent les arcs doubleaux tout aussi dépouillés.
Autels. Les trois autels créés en 1708-1709 par Johann Georg Haggenmüller, artiste originaire de l’Allgäu, ont été rénovés en 1732 et 1905. Ils comportent une simple structure architecturale en marbre et stuc-marbre, à colonnes corinthiennes supportant des frontons brisés. Là culminent des médaillons peints, ornés d’un somptueux cadre doré richement sculpté par Joseph Leonz Brandenberg.
Sur le fronton du maître-autel se trouvent deux anges sculptés par Leonz Brandenberg, encadrant un médaillon de la Vierge Marie. Le retable illustre l’accueil de sainte Vérène au ciel, accompagnée de malades et de vénérateurs. Cette œuvre est une copie de 1821, par Johann Caspar Muos (1774-1835), du tableau original de 1708, par Johann Martin Muos (1679-1716).
Des tableaux de Johann Martin Muos ornent les autels latéraux. À droite, le Christ apparaît à Madeleine, avec l’inscription « Ex Dono R. D. Franc. Brandenberg Parochi in Meyers Capell Anno 1709 » et la signature « Joh. Marin Muoss fec. 1709 ». Sur le fronton, médaillon de saint Oswald. À gauche, saint Antoine de Padoue qui éveille un mort, signé comme ci-dessus. Médaillon du fronton : saint Michel .

## Mobilier
De part et d’autre du maître-autel, les statues de saint Pierre et de saint Paul, début XVIIIe siècle.
Sur les parois latérales de la nef, cycle de douze tableaux illustrant la vie de sainte Vérène, avec des vers explicatifs, par Kaspar Wolfgang Muos (1654-1729), père de Johann Martin.
Portraits : 1) Commandeur Wolfgang Brandenberg (1595-1694), fondateur de la chapelle de 1660. 2) Hospitalier Bartolomé Brandenberg (1646-1706), fils de Wolfgang, constructeur de la chapelle actuelle.
Nombreux exvotos, les plus anciens de 1681, 1691 et 1695 (parfois illustrant l’ancienne chapelle) .
Cloches. Deux cloches fondues en 1732 par Peter Ludwig Keiser.

## Ermitage
La modeste habitation voisine, qu'occupait initialement un ermite, est édifiée en 1725 à l’emplacement de la chapelle antérieure. On croit observer des vestiges de ce sanctuaire dans la cave du bâtiment.